# Крок у rock
«Крок у ROCK» (Крок у Рок) – україномовний журнал про рок-культуру, створений у 2011 році в м.Тернопіль. Основною метою журналу є поширення якісної, корисної, оригінальної та цікавої інформації, що пов’язана з розвитком української рок-музики та культури.

## Історія створення
Вперше ідея створення ЗМІ для висвітлення новин важкої музики в Україні прийшла до Віктора Мачальського. Місцем народження «Крок у Рок» можна вважати м. Тернопіль - рідне місто засновників журналу. До першого складу творчої команди входили: Віктор Мачальський - керівник проекту, його товариш Сергій Грищук - займався розробкою інформаційного порталу, та Ольга Пелехата – один з перших журналістів. Цьому складу вдалося реалізувати перший випуск «Крок у Рок» в Інтернеті. До сьогодні не збереглося жодної його копії, хоча обкладинку журналу можна знайти в старій спільноті соціальної мережі «ВКонтакте».
Надалі Ольга Пелехата займалась адмініструванням нового пабліка, який процвітає дотепер. Дівчина була знайома зі Станіславом Потапенком. На той час, юнаком, який цікавився важкою музикою та мав достатньо вільного часу. Тож Ольга запропонувала йому приєднатися до команди та допомогти в процесі розвитку спільноти. Проте невдовзі настали важкі часи для «Крок у Рок». Спочатку засновник та керівник проекту Віктор Мачальський зупинив роботу над журналом та лишив його склад. Згодом й інші КуР’івці залишили команду.
Єдиним керівником залишився Станіслав Потапенко. Тривалий час він самостійно займався розвитком спільноти, формував нову команду та шукав кошти для друкованої версії журналу. У цьому йому допомагали журналісти Андрій Микитенко, Наталя Деметер, Олександра Пономаренко, Сергій Косицкий, Микола Колодійчак, Владислав Сомов та інші.
Зусилля Станіслава Потапенка та команди КуР'у дали свої плоди – у 2013 році світ побачив перший друкований номер журналу. Цей випуск був презентований на фестивалі «Завантаження» у Львові. Представляв його зі сцени М’яч Дредбол, який і зараз залишається хорошим другом редакції журналу. Дизайнерами першого номера були Марія “Сатаніка” та Сергій Клебан. Дизайном другого та третього друкованих випусків займався лише останній. Журнали вміщали в собі ексклюзивні інтерв’ю, цікаву рок-історію, хендмейди, авторську казку, стильні постери з дівчатами тощо. Після третього випуску вихід друкованих номерів призупинився через брак коштів, який був спричинений відсутністю реклами, яку «Крок у Рок» принципово відмовлявся розміщати, та важкою економічною ситуацією в країні.
Попри активну діяльність у соціальних мережах «Вконтакті» та «Facebook», основні статті розміщаються на офіційному сайті. У 2016 році журнал зробив низку тематичних випусків новин під назвою «Boom newz» на своєму каналі в «Youtube».
Станом на сьогоднішній день, журнал активно розвивається у вигляді інформаційного порталу та спільноти в соціальній мережі «Вконтакті». З 2016 року Станіслав Потапенко делегував більшість своїх забов’язань та призначив керівників різноманітних відділів для покращення діяльності “Крок у Рок”. Зараз команда працює над новою стратегією, яка б дозволила підняти журнал на новий рівень українських ЗМІ. Журналісти «Крок у Рок» є частими гостями концертів, фестивалів та інших заходів, які мають відношення до рок-культури.

## Керівний склад журналу станом на 2017 рік
- Станіслав Потапенко – керівник журналу
- Андрій Микитенко – головний редактор
- Дарія Попова – редактор, коректор
- Іванна Панасюк – головний адміністратор спільноти «Вконтакті»
- Роман Мельник – головний адміністратор спільноти «Facebook»
- Кирило Болтков – заступник керівника, головний дизайнер, адміністратор

Штатні журналісти: Анна Бабіч, Анастасія Лунагарська, Іванна Ткачук, Тетяна Золотоверхова, Олександр Годований, Наталя Тимків, Ольга Глазунова